# Course de côte du Semmering
La Course de côte du Semmering était une compétition automobile disputée régulièrement durant les années 1900 et 1920 dans les préalpes orientales septentrionales autrichiennes, entre la Basse-Autriche et le land de Styrie, pour rejoindre le col du Semmering situé à une altitude de 935 mètres.

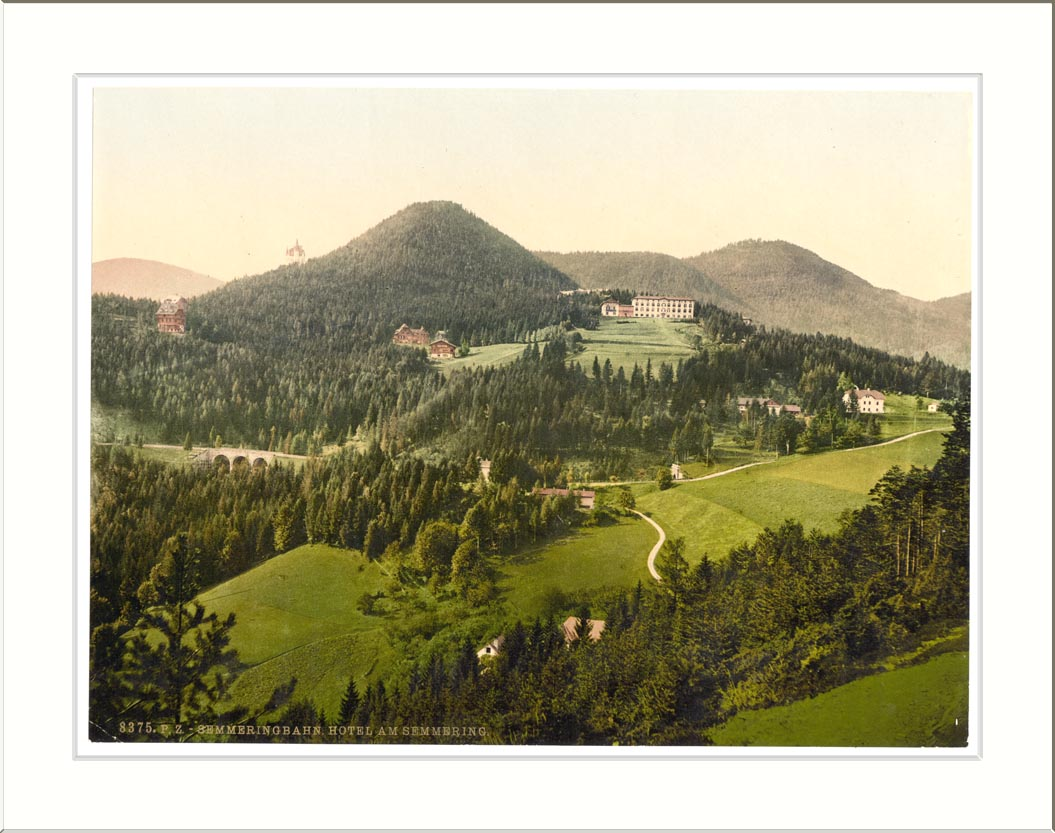
Vue sur le Semmering, depuis les hauts de Hirschenkogel (en 1900).

## Histoire

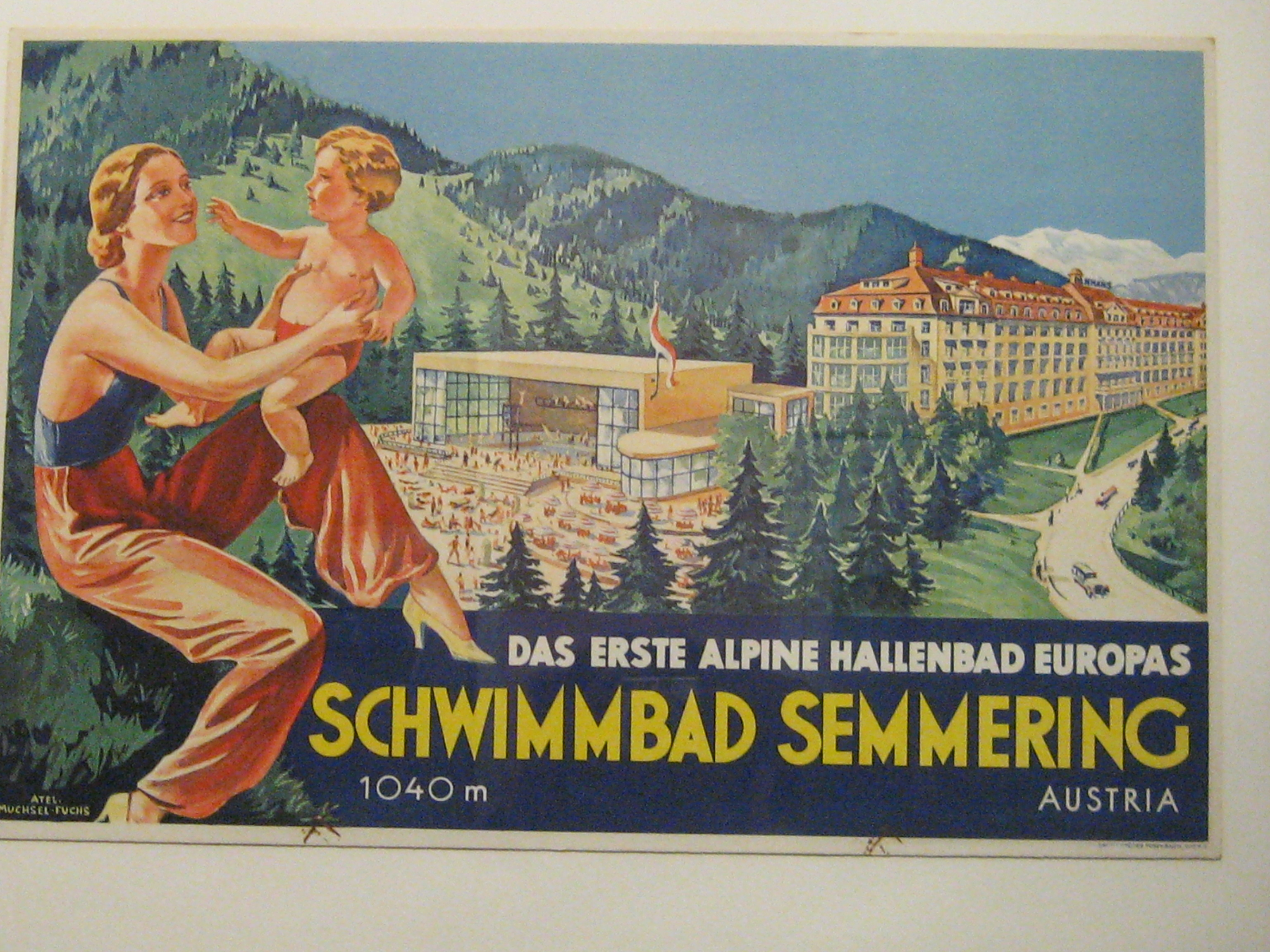
La route passe au bas de l'Hôtel Panhans (lui à 1040 mètres) et de sa piscine publique (illustration de 1932).

La première course est dite « Bergwertungsfahrt »[Quoi ?]
Forte de 19 éditions — toutes sur 10 kilomètres très exactement — entre 1899 et 1933, essentiellement disputées au mois de septembre (sauf lors de l'inauguration de l'épreuve), cette course de côte est chronologiquement la sixième disputée au monde, presque trois mois après celle de l'Exelberg également organisée près de Vienne.
L'Allemand Hermann Braun s'est imposé au Semmering à quatre reprises, dont trois consécutivement, avant le premier conflit mondial. Le constructeur Mercedes-Benz y a fait briller ses voitures quatorze fois.
Avant la guerre, l'Allemand Otto Salzer possède le record de l'ascension en 7 min 7 s. À la disparition de cette côte, celui-ci est tombé sous les 6 min 14 s grâce au Baron Hans Stuck, en 1930... mais le parcours et le revêtement ont été entretemps modifiés sur les 10 kilomètres.
En 1930, la compétition est intégrée au Championnat d'Europe de la montagne.

## Palmarès

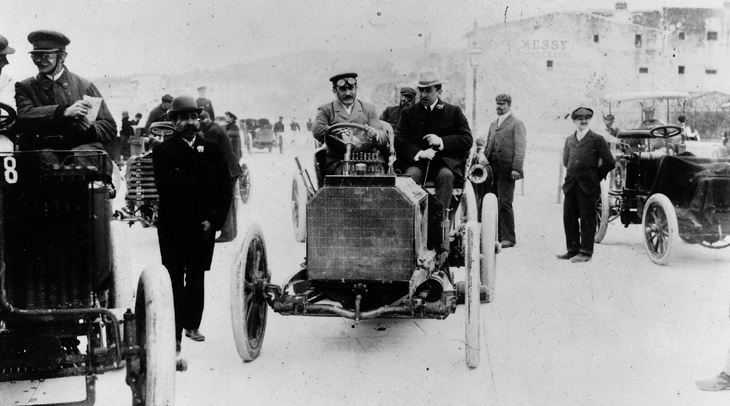
Une Mercedes 40 hp Simplex en 1902, ici à la côte de La Turbie le 7 avril, 5 mois exactement avant Semmering.

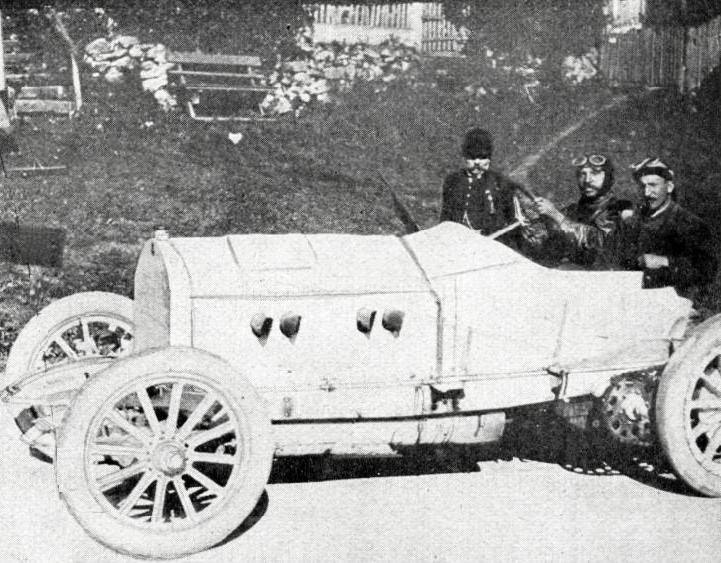
Otto Salzer, vainqueur de la côte en octobre 1909 sur Mercedes.

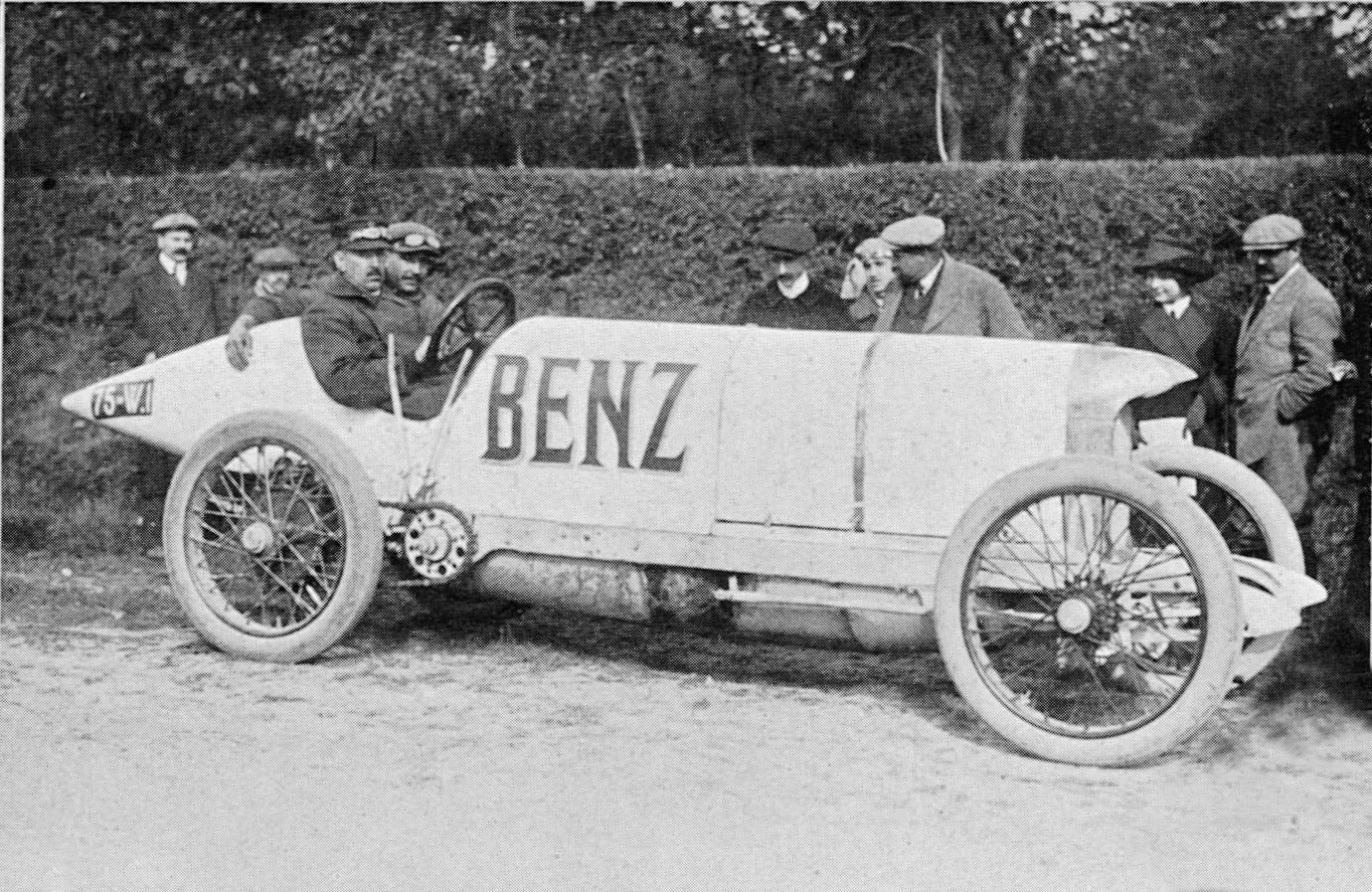
Une Blitzen-Benz 200 hp (victoire en 1922).

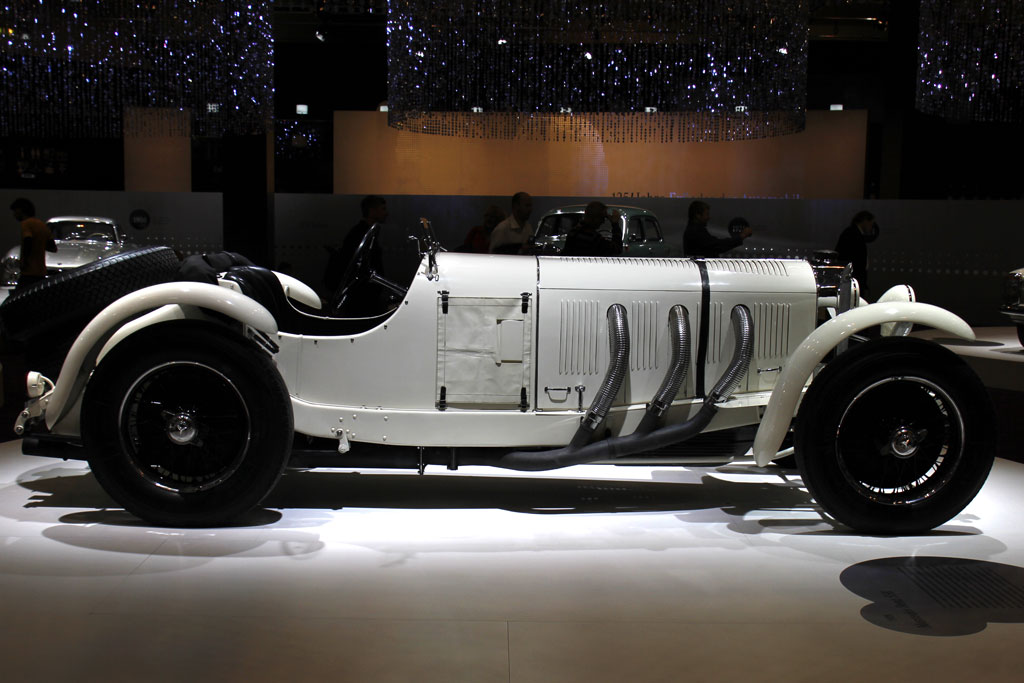
Une Mercedes-Benz SSK de 1928.

| 1899                | Arnold Spitz                                   | De Dion-Bouton tricycle 2¼ hp    |              |              |
| 1900                | Jakob Dietrich                                 | De Dion-Bouton tricycle 2¼ hp    |              |              |
| 1901                | Richard von Stern                              | Mercedes 35 hp                   |              |              |
| 1902                | Wilhelm Werner                                 | Mercedes 40 hp Simplex           |              |              |
| 1903                | Hermann Braun                                  | Mercedes 60 hp                   |              |              |
| 1904                | Hermann Braun                                  | Mercedes 90 hp                   |              |              |
| 1905                | Hermann Braun                                  | Mercedes 100 hp                  |              |              |
| 1906 (23 septembre) | Hermann Braun                                  | Mercedes 120 hp                  |              |              |
| 1907                | Willy Pöge                                     | Mercedes 120 hp                  |              |              |
| 1908                | Otto Salzer                                    | Mercedes Semmering               |              |              |
| 1909                | Otto Salzer                                    | Mercedes Semmering               |              |              |
| 1910 à 1912         | Non disputée                                   | Non disputée                     | Non disputée | Non disputée |
| 1913                | Vasile Sfetescu                                | Phänomobil (de) 10 hp            |              |              |
| 1914 à 1919         | Suspendue                                      | Suspendue                        | Suspendue    | Suspendue    |
| 1920                | Sascha Kolowrat-Krakowsky                      | Wanderer 5/15 hp                 |              |              |
| 1921                | Ferdinand Lanner                               | Fiat 2.2L.                       |              |              |
| 1922                | Franz Hörner                                   | Benz 200 hp                      |              |              |
| 1923                | Hermann Rützler                                | Steyr                            |              |              |
| 1924                | Christian Werner                               | Mercedes                         |              |              |
| 1925                | Non disputée                                   | Non disputée                     | Non disputée | Non disputée |
| 1926                | Rudolf Caracciola                              | Mercedes-Benz K 4.5 L            |              |              |
| 1927                | Adolf Rosenberger Fritz von Zsolnay (ex-æquos) | Gräf & Stift 5L. Mercedes-Benz S |              |              |
| 1928                | Rudolf Caracciola                              | Mercedes-Benz SSK                |              |              |
| 1929                | Hans Stuck                                     | Austro-Daimler ADM-R 3L.         |              |              |
| 1930                | Hans Stuck                                     | Austro-Daimler ADR 4L.           |              |              |
| 1931 et 1932        | Non disputée                                   | Non disputée                     | Non disputée | Non disputée |
| 1933                | Luigi Premoli                                  | BMP 2.8L. (?)                    |              |              |

## Remarque
- En 1906, Willy Pöge remporte aussi une autre course au Semmering, le 10 juin, mais cette fois dans le cadre du deuxième Herkomer Konkurrenz, sur Mercedes 60 hp, trois mois et demi avant la 7e course officielle.

## Notes et références

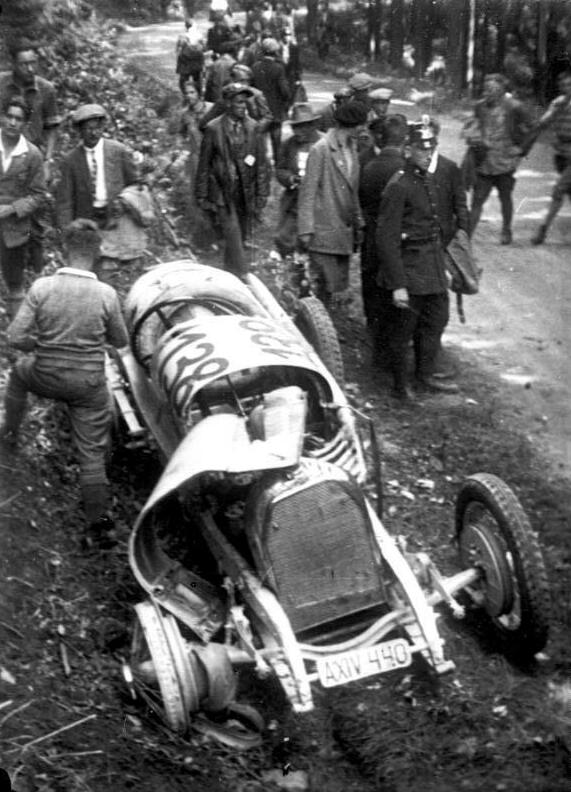
L'Austro-Daimler du Baron von Stuck accidentée à la côte du Schauinsland (Fribourg) le 2 août 1929, avant la victoire du 15 septembre au Semmering.